# Nicky Robinson
Nicholas John „Nicky“ Robinson (* 3. Januar 1982 in Cardiff) ist ein ehemaliger walisischer Rugby-Union-Spieler, der auf der Position des Verbinders eingesetzt wurde. Er kam zu 13 Einsätzen in der walisischen Nationalmannschaft und beendete seine Spielerkarriere 2017 bei den Cardiff Blues.

## Biografie
Robinson begann seine Karriere beim Cardiff RFC, für dessen Herrenmannschaft er erstmals in der Saison 2000/01 auflief. Als die Cardiff Blues gegründet wurden, wurde er zu diesem regionalen Team transferiert. Am Ende der Saison 2008/09 wechselte er nach England zum Gloucester Rugby.
Im Jahr 2003 wurde er erstmals für die walisische Nationalmannschaft nominiert und gab gegen Irland sein Debüt. In den folgenden Jahren wurde er vor allem während der Sommertouren eingesetzt, bei denen die Nationalmannschaften der Nordhemisphäre traditionell nicht mit ihren stärksten Spielern antreten. 2009 gab er öffentlich bekannt, dass er im erweiterten Kreis der Spieler für die Tour der British and Irish Lions stände.